# 雅典衛城山門

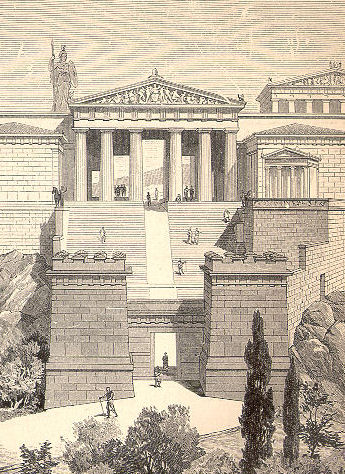
19世紀繪畫中的雅典衛城山門

雅典衛城山門是雅典衛城的入口，亦是雅典領導者伯里克里斯為慶祝波希戰爭勝利而重建衛城的工程一部分。伯里克里斯任命他的友人菲迪亞斯擔任這一大型工程的主管和首席建築師。費用則來自於提洛同盟。據普魯塔克記載，雅典衛城山門由建築師穆內西克萊斯設計。工程開始於西元前437年，結束於西元前432年，但當時建築尚未竣工。

## 建築概要
雅典衛城山門的建築材料是白色大理石和灰色大理石或石灰岩，並且也使用了鐵。但據威廉·貝爾·丁斯穆爾的分析，鐵反而弱化了這座建築。山門由中央的主體部分和西側的兩個側翼構成。中央部分的西面是雅典衛城的入口，東側是出口。兩者均有六柱多立克柱式立面。波利艾努斯和普魯塔克記載山門有一尊銅製的無舌母獅雕像，獻給萊埃納。

## 修建後的歷史
雅典衛城山門現在的大理石階梯修建於克勞狄安時期，大約建於52年，取代了穆內西克萊斯的折返坑線。在赫魯利人入侵之後，衛城山門的前方修建了Buelé門，以加強對衛城和城市的保護。在雅典公國時期，山門是阿奇亞奧里家族的宮殿。他們也是1388年至1458年期間公國的統治者。1656年，衛城山門受火藥庫爆炸的影響而嚴重損壞。帕德嫩神廟在1687年因類似原因遭到更大規模的損壞。1874年，修建在山門南翼的法蘭克塔被拆除。

## 修復
雅典衛城山門現已得到部分修復。自1984年開始，雅典衛城山門的修復工作就由塔索斯·塔諾拉斯（Tasos Tanoulas）指揮。現在山門是雅典衛城的主要入口，每年有無數遊客從這裡進入雅典衛城。在2004年奧運會之前，雅典衛城山門被腳手架覆蓋，以進行修復。但在2009年年底，所有腳手架已經移除，建築已全面開放。雅典衛城山門中央部分的修復工作在2013年獲得我們的歐洲獎。

## 外部連結
- Photo album （页面存档备份，存于）
- Propylaea.org – leads to a variety of material, some scholarly, but many photographs as well
- The Propylaia of the Athenian Acropolis - Hellenic Ministry of Culture and Tourism （页面存档备份，存于）
- Propylaea Central Building, Acropolis, Athens, GREECE （页面存档备份，存于） – Europa Nostra
- High-resolution 360° Panoramas of The Propylaia of the Athenian Acropolis | Art Atlas （页面存档备份，存于）

37°58′18.20″N 23°43′30.50″E / 37.9717222°N 23.7251389°E